# یواس‌اس آیونا (وای‌تی‌بی-۲۲۰)
یواس‌اس آیونا (وای‌تی‌بی-۲۲۰) (به انگلیسی: USS Iona (YTB-220)) یک کشتی بود که طول آن ۱۱۰ فوت (۳۴ متر) بود. این کشتی در سال ۱۹۴۴ ساخته شد.